# Setodes zerroukii
Setodes zerroukii là một loài Trichoptera trong họ Leptoceridae. Chúng phân bố ở miền Cổ bắc.